# Domingo Rivero
Domingo Rivero González (Arucas, Gran Canaria, 23 de marzo de 1852 - Las Palmas de Gran Canaria, 8 de septiembre de 1929) fue un poeta español considerado como el precursor del movimiento modernista en Canarias de principios del siglo XX. Con una obra brevísima, su poema Yo a mi cuerpo está considerado como una de las cimas líricas de la poesía canaria.

## Biografía
Domingo Rivero era hijo de Juan Rivero Bolaños y Rafaela María González Castellano. Su abuelo materno, Don Francisco González, fue alcalde Real de Arucas y Presidente de la Heredad de aguas. Perteneciente a una de las familias más importantes de la comarca norteña, fue primo, por la línea materna, de la primera Marquesa consorte de Arucas, doña María del Rosario González y Fernández del Campo, Sra. de don Ramón Mádan, y del escritor Francisco González Díaz.
En 1864 se traslada a vivir a la ciudad de Las Palmas de Gran Canaria, donde inicia sus estudios de bachillerato en el Colegio de San Agustín, institución en la que se habría de formar la intelectualidad isleña del momento. En 1869 supera las pruebas para la obtención del Grado de Bachiller. Entre 1870 y 1873 se traslada a Londres, donde toma contacto con la literatura inglesa, y desde 1873 a 1881 estudia Derecho en Sevilla y Madrid.
Tras su regreso a Gran Canaria, se inscribe en el Ilustre Colegio de Abogados de Las Palmas. A finales de ese año entra en la Junta Directiva del Gabinete Literario de Las Palmas. En 1884 es Registrador de la Propiedad. Un año después se casa con María de las Nieves del Castillo Olivares y Fierro. De la unión nacerán siete hijos: Fernando, Dolores, Juan, Nieves, María del Pino, María Teresa y Fernando. En 1886 obtiene la plaza de Relator de la Audiencia por oposición, puesto que ocupará hasta 1904, en que es nombrado Secretario de Gobierno. En su puesto de Relator conoce al escritor Agustín Millares Cubas, con quien traba amistad. En 1887 muere su primer hijo, Fernando, a la edad de diecisiete meses.
En 1910 conoce a Miguel de Unamuno con motivo de la llegada de este a Canarias, como mantenedor de los Juegos Florales de Las Palmas. Unamuno ejercerá una notable influencia en su obra. A partir de 1924, ya jubilado, se dedica por completo a ordenar su obra. En 1928 muere su hijo Juan tras una penosa enfermedad, lo que embarca al poeta en una profunda tristeza. Desiste del proyecto de publicar una antología de su obra. 
El 8 de septiembre de 1929 muere en Las Palmas de Gran Canaria. Su obra no aparecerá en libro hasta varias décadas después de su muerte.

## Obra poética

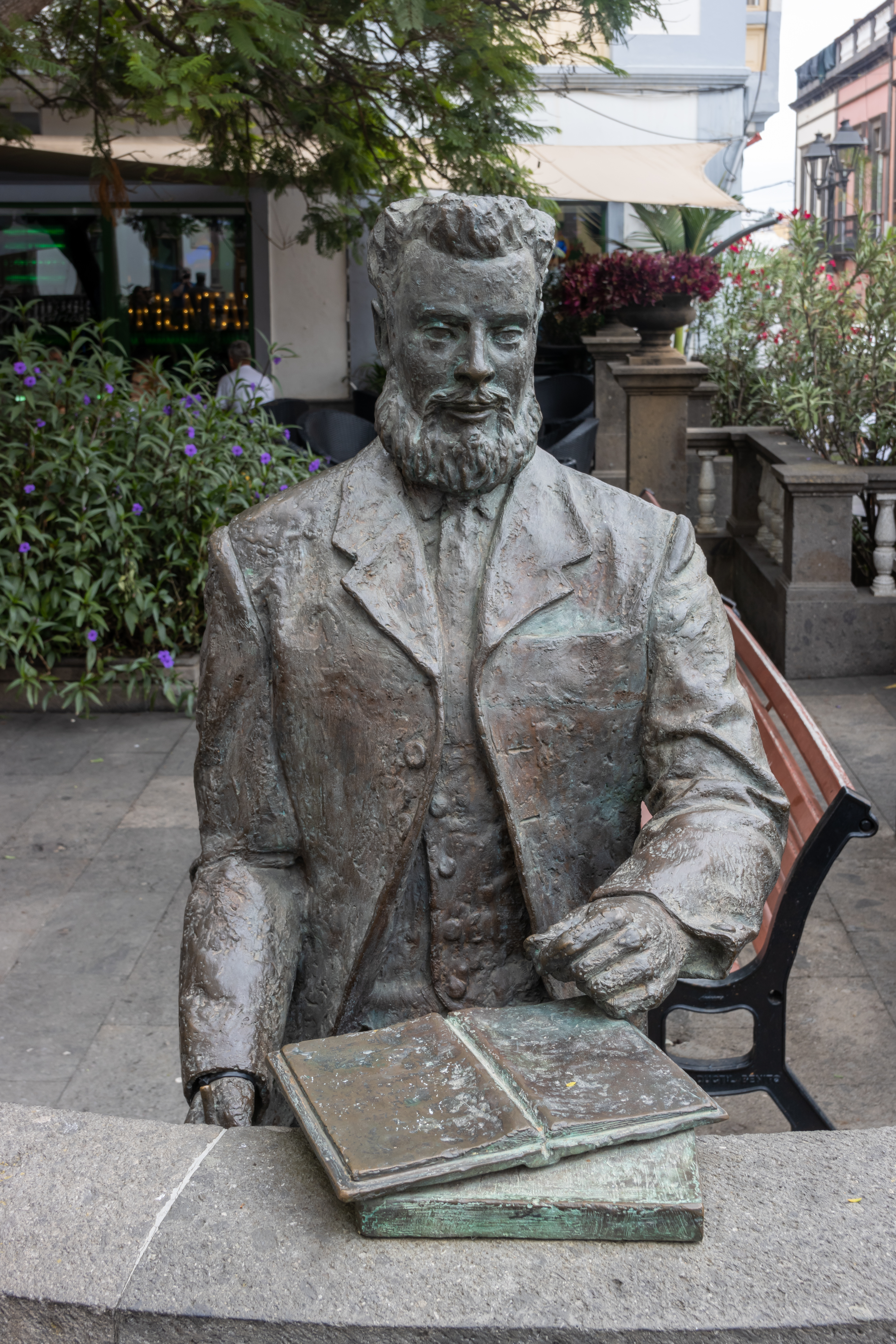
Estatua en Arucas

La dedicación de Domingo Rivero a la poesía es realmente tardía. Hasta 1899 no aparece un poema suyo publicado, cuando el poeta ya contaba con 47 años de edad. A partir de aquí dará a la prensa durante algunos años un número reducido de poemas. Su obra se caracteriza por un extremo rigor, no solo en lo que concierne a la forma poética (sus mejores composiciones son sonetos), sino muy especialmente en el modo de tratar los temas, dotados de un simbolismo que hunde sus raíces en el imaginario colectivo y en profundas reflexiones espirituales.
Mantuvo una estrecha relación de amistad con los poetas modernistas del núcleo surgido en la isla de Gran Canaria, Tomás Morales, Alonso Quesada y Saulo Torón, en quienes influyó y de quienes, a pesar de la diferencia de edad, tomó algunos principios de la nueva poesía. No obstante, la de Rivero es una obra en la que impera la sobriedad y cierta tendencia al clasicismo, lo que lo convierte en un poeta difícil de ubicar en su tiempo.

Entre sus poemas más célebres están La silla, A los muebles de mi cuarto, La Victoria sin alas, El muelle viejo, El humilde sendero o Piedra canaria. Su poema Yo a mi cuerpo es, sin embargo, el que mayor celebridad le ha proporcionado.
Estudió su poesía el profesor y ensayista canario Jorge Rodríguez Padrón en Domingo Rivero, poeta del cuerpo (1967). Su obra completa fue editada gracias a la minuciosa labor del también profesor y poeta canario Eugenio Padorno, bajo el título de En el dolor humano (1998).

## Ediciones de su obra
- Poesía completa. Ensayo de una edición crítica con un estudio de la vida y obra del autor (1994), ed. de Eugenio Padorno, Las Palmas de Gran Canaria, ULPGC, 1994.
- Poesías (1991), ed. de Eugenio Padorno, Islas Canarias, BBC.
- En el dolor humano (Poesía completa), (1998), ed. de Eugenio Padorno, Ayto de Arucas/ULPGC. (2ª ed.: 2002).
- Yo, a mi cuerpo (2006), El Acantilado.

## Estudios y antologías
- RODRÍGUEZ PADRÓN, Jorge, Domingo Rivero, poeta del cuerpo (1852-1929). Vida. Obra. Antología, Madrid: Editorial Prensa Española, 1967.
- PADORNO, Eugenio (ed.), Pictografías para un cuerpo. Domingo Rivero, Yo a mi cuerpo, Las Palmas de Gran Canaria: Mafasca para Bibliófilos, 1977 y 1981.
- PADORNO, Eugenio, Dos poemas de circunstancias de Domingo Rivero, Las Palmas de Gran Canaria: Mafasca para Bibliófilos, 1981.